# Mondonico (Olgiate Molgora)
Mondonico (Mundùnech in dialetto brianzolo) è una frazione del comune di Olgiate Molgora posta ad ovest del centro abitato, verso Rovagnate.
Già comune autonomo, venne aggregato a Olgiate nel 1927.

## Storia
Registrato agli atti del 1751 come un villaggio milanese di 150 abitanti, pochi anni dopo incorporò le frazioni di Porchera, Olcellera, Borlengo e Vallicelli per un totale di 625 anime, e alla proclamazione del Regno d'Italia nel 1805 risultava avere 785 residenti. Nel 1809 il governo di Napoleone allargò il municipio incorporandogli Olgiate, ma gli austriaci annullarono poi il provvedimento. L'abitato crebbe poi discretamente, tanto che nel 1853 risultò essere popolato da 824 anime, salite a 960 nel 1871. L'inizio del XX secolo vide la località crescere ancora, registrando 1 412 residenti nel 1921. Fu il fascismo a decidere la soppressione del municipio, annettendolo a Olgiate Molgora.